# 송천서원 (충북)
송천서원은 충청북도 청주시 청원구에 있다. 2015년 4월 17일 청주시의 향토유적 제118호로 지정되었다.

## 개요
1695년 김사렴, 최유경, 이정간, 박광우, 이지충, 조망, 이대건을 제향하기 위해 세운 서원이다.